# Ahmad Badreddin Hassoun

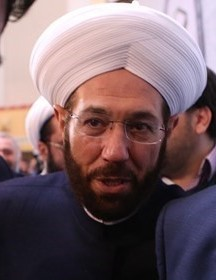
Ahmad Badreddin Hassoun

Ahmad Badreddin Hassoun (em  Arabe أحمد بدر الدين حسون) - ou Ahmad Badr Al-Din Hassoun - tem sido o Grande Mufti da Síria desde julho de 2005.

## Biografia
Ahmad Badreddin Hassoun nasceu em Alepo,República Árabe Síria , em 1949. Seu pai, Muhammad Adeeb Hassoun também foi um xeque. Ele tem cinco filhos e dez netos. Hassoun estudou na Universidade de Estudos Islâmicos, onde se graduou como doutor em fiqh Shafi'i. Hassoun tomou posse como Grande Mufti da Síria, em julho de 2005 após a morte de Ahmed Kuftaro. Hassoun é um orador freqüente em eventos inter-religiosas e interculturais, e suas visões pluralistas no diálogo inter-religioso (entre diferentes religiões ou entre as diferentes denominações islâmicas) provocando críticas de visões mais rigorosas do Islã.

## Diálogo inter-religioso
Em 6 de setembro de 2006, Hassoun conheceu o armênio Ministro dos Negócios Estrangeiros para discutir a relação entre as duas nações, bem como as duas religiões, entre outras questões. Na mesma viagem, ele conheceu o Católico de todos os armênios.
Em 15 de janeiro de 2008, Hassoun falou com o Parlamento Europeu sobre o tema do diálogo intercultural, ressaltando o valor da cultura como um unificador em vez de uma força de divisão. Hassoun falava numa sessão solene do Parlamento como o primeiro alto-falante em uma série de visitas de líderes religiosos e culturais eminentes em 2008, que havia sido designado o Ano Europeu do Diálogo Intercultural . Ele fez a declaração "Abraão, Moisés, Jesus e Maomé veio com uma única fé", portanto, "não há nenhuma guerra santa, porque uma guerra nunca pode ser santa: é a paz que é santa"; mais tarde, ele acrescentou que é errado usar a religião para justificar assassinato.

## Guerra Civil Síria
Hassoun é considerado um firme defensor do presidente sírio, Bashar al-Assad. Em um discurso público que foi ao ar na Síria News Channel e foi publicado na Internet em 09 de outubro de 2011 (como traduzido por MEMRI ), Hassoun ameaçou bombistas suicidas na Europa e nos Estados Unidos se a Síria foi atacado por potências externas, afirmando que: "No momento em que o primeiro míssil atinge a Síria, todos os filhos e filhas do Líbano e da Síria irá definir se tornar requerentes de martírio na Europa . e em solo palestino eu digo a toda a Europa e para os EUA: Vamos preparar os requerentes de martírio que já estão no meio de vós, se você bombardear a Síria ou no Líbano ". Hassoun também advertiu: "Não acho que as pessoas que vão cometer martírio na França, Grã-Bretanha, ou os EUA, será árabes e muçulmanos Eles serão um novo. Jules Jammal ou um novo Muhammad Al-Durrah Todos eles vai ser assim. os justos [do passado]."
Após a transmissão deste discurso, a Fundação para a Paz no Oriente Médio retirou um convite para Hassoun para falar na "Coexistência e Diálogo" conferência. Presidente da Fundação Philip Wilcox afirmou que "Nós não estava ciente de seu discurso, que estava em desacordo com o tema do evento."
O filho de 22 anos de idade de Hassoun, Sariya, foi assassinado em 2 de Outubro de 2011, em uma emboscada na estrada entre Idlib e Aleppo.

## Entrevista no Der Spiegel
Hassoun foi entrevistado pela revista alemã Der Spiegel em 11 de agosto de 2011, dizendo que alguns dos manifestantes na Síria eram rebeldes islâmicos armados apoiados pela Arábia Saudita. Ele falou sobre religião e política na Síria durante a revolução:
Mas, em seguida, os imãs que tinham vindo do exterior, especialmente a Arábia Saudita, agitou as coisas com seus discursos inflamados. Os canais de notícias estacionadas nos países do Golfo, Al-Jazeera e Al-Arabiya, ajudou-os por falsa alegação de que o clero estava do lado dos manifestantes anti-Assad. "," E o que realmente melhorou no Egito? Devemos saudar a ascensão de partidos islâmicos? Eu acredito na separação estrita entre Igreja e Estado. "
"Quantos, 50 ou 55? Estamos falando de um exército de dezenas de milhares de homens. Mas alguns dos imames sunitas radicais da Arábia Saudita e na região do Golfo estão agitando as pessoas, e, infelizmente, eles estão encontrando alguns imames sunitas no meu país que simpatizam com eles. Por exemplo, eles têm pronunciado uma fatwa contra mim, porque na sua opinião eu estou traindo religião e sou muito moderado. Mas eu não sou o único em sua lista de alvos. " "Eles voltaram seus olhos para o meu filho inocente Saria, um estudante de 22 anos de idade, que foi sempre cordial a todos, que estudava Relações Internacionais e não queria fazer da religião sua profissão. Tanto para a responsabilidade parentes que você criticou em outro lugar! Oh, se apenas as quatro assassinos tinha me matado em vez disso. "," Existem laços estreitos entre a família real saudita ea Casa Branca americana. Os americanos são muitas vezes do lado dos opressores. Estou sempre do lado de os oprimidos. " "Eu me vejo como o grão-mufti de todos os 23 milhões de sírios, não apenas os muçulmanos, mas também cristãos e até mesmo ateus. Eu sou um homem de diálogo. Quem sabe, talvez um agnóstico vai me convencer com argumentos melhores, um dia, e eu ll tornar-se um não-crente. E se eu estou entusiasmado com a plataforma política da oposição, eu também pode mudar de lado.

## Ligações Externas
- Official Perfil no Facebook